# Richard Hartshorne

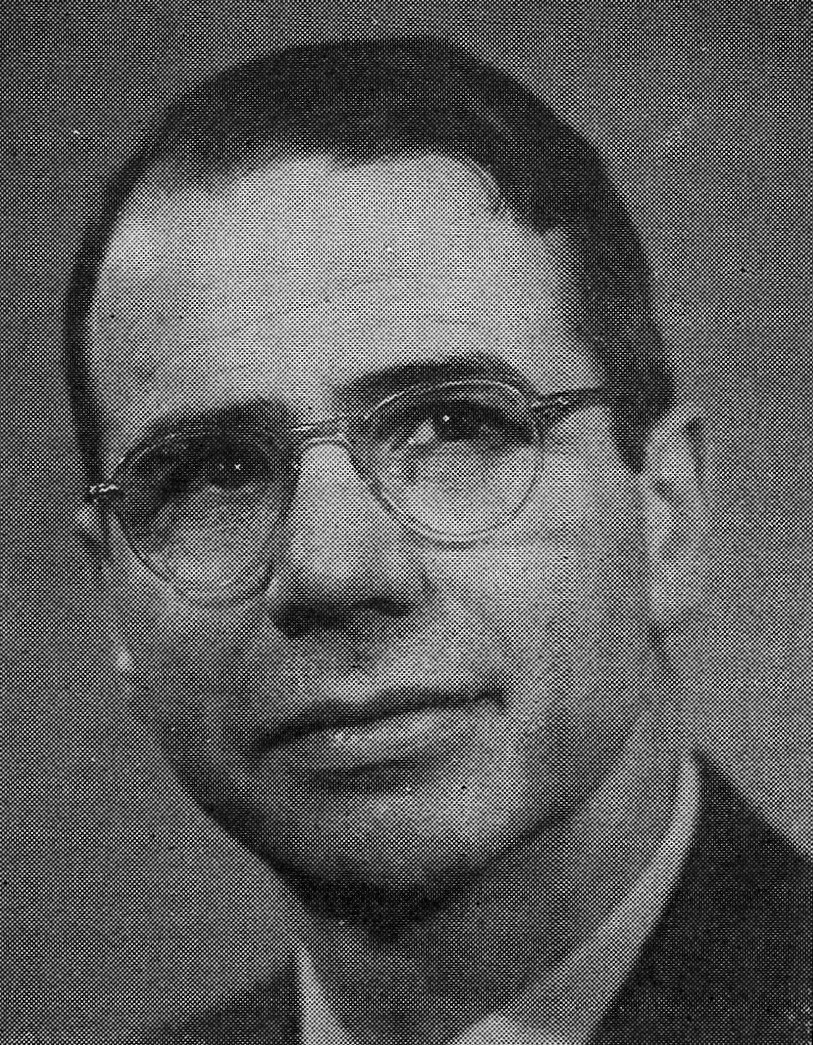
Richard Hartshorne

Richard Hartshorne (Kittanning, 12 december 1899 - Madison, 9 oktober 1992) was een Amerikaans geograaf.

## Levensloop
Hartshorne groeide op op het platteland. Hij had 4 broers en een zus. Een van zijn broers was Charles Hartshorne, een internationaal erkend filosoof.
Op 9-jarige leeftijd verhuisde de familie Hartshorne naar Pennsylvania, waar Richard zijn vooropleiding voltooide. In 1917 begon hij zijn universitaire studies aan de Princeton University. Wiskunde was in Princeton zijn hoofdvak. Hij onderbrak zijn studie enige maanden in 1918 voor het vervullen van de militaire dienstplicht. In 1920 verschoof zijn belangstelling naar de geowetenschappen na lezing van het werk van Ellsworth Huntington. Op advies van Huntington ging Hartshorne in 1921 naar de universiteit van Chicago om geografie te gaan studeren. In 1924 verdedigde hij zijn thesis The Lake Traffic of Chicago. Het doctoraat werd hem magna cum laude verleend.
In 1924 vertrok Hartshorne naar de Universiteit van Minnesota waar hij 16 jaar zou blijven. Hij doceerde er economische en politieke geografie. Zijn publicaties uit deze periode gaan over locatieproblemen in de ijzer- en staalindustrie. Naast economisch-geografisch onderzoek, had Hartshorne ook belangstelling voor politiek-geografische vraagstukken.
In 1928 huwde hij Lois Huntington Wilde, een verre verwant van Ellsworth Huntington.
In 1931 kreeg hij een Fellowship van de Social Science Research Council om naar Europa te gaan voor een onderzoek naar de staatsgrenzen in het oostelijk deel van Europa. Zijn uitstekende kennis van de Duitse taal stelde hem in staat de Duitse geografische literatuur grondig te bestuderen. In 1935 publiceerde hij Recent Developments in Political Geography.
Tussen 1930 en 1940 ging Hartshorne zich ook meer interesseren voor wetenschapstheoretische vraagstukken. De verschillende opvattingen over wat nu het wezen van de geografie was, inspireerde hem tot het schrijven van een essay over wat de geografie onderscheidde van andere wetenschappen. Op aandringen van Derwent Whittlesey werd dit essay later uitgewerkt tot The Nature of Geography dat in 1939 werd gepubliceerd. Het materiaal voor dit boek had hij verzameld in 1938, tijdens een verblijf in Europa.
In 1940 werd Hartshorne universitair hoofddocent aan de Universiteit van Wisconsin en een jaar later volgde zijn aanstelling als hoogleraar.
Van 1941-1945 werkte Hartshorne in Washington D.C. De regering had hem verzocht een geografie-afdeling op te zetten onder directe supervisie van de legerleiding. Het betrof de Geography Division of the Research and Analysis Branch van het Office of Strategic Services (OSS). Gedurende de Tweede Wereldoorlog was een groot aantal geografen werkzaam in de Amerikaanse hoofdstad. Omdat een groot deel van hen geen lid kon worden van de Association of American Geographers, werd de American Society for Professional Geographers opgericht. Na de oorlog kwam het tot een fusie van beide genootschappen. Hartshorne speelde bij de fusiebesprekingen een bepalende rol. In 1948 werd hij president van de vernieuwde Association. Zijn inaugurele rede droeg als titel The Functional Approach in Political Geography.
In 1945 keerde Hartshorne terug naar de Universiteit van Wisconsin. Hij doceerde hier tot zijn emeritaat in 1970.
Na de dood van zijn vrouw Lois in 1972, huwde hij in 1978 Donna Taylor, een archivaris verbonden aan de Universiteit van Wisconsin.
Als emeritus bleef Hartshorne zich actief bezighouden met de geografie. Als gasthoogleraar doceerde hij 1973 in Groot-Brittannië en in 1974 in Japan. Hij participeerde tot zijn 89e jaar in de jaarlijkse bijeenkomsten van de Association of American Geographers.
Hartshorne ontving talrijke onderscheidingen waaronder een eredoctoraat van de Clark University in 1971 en de Victoria Medal van de Royal Geographical Society in 1984.

## Wetenschappelijk werk

### The Nature of Geography
Ondanks de talrijke publicaties op het gebied van de economische en politieke geografie is de betekenis van Hartshorne onverbrekelijk verbonden met zijn boek The Nature of Geography. Het werd in het midden van de 20e eeuw beschouwd als een standaardwerk en het had een grote invloed op de ontwikkeling van de geografie als wetenschap. Na 1960 werd de invloed overigens snel geringer. Tussen 1970 en 1980 kwam het niet meer voor bij de 116 meest geciteerde geografische werken in de sociale wetenschappen (Gould, 1991).
In de Nature gaf Hartshorne een overzicht van de verschillende visies op de aard van de geografie. Hartshorne had met een 59 pagina's groot essay gereageerd op de veelheid van opvattingen bij Amerikaanse geografen over de aard van de geografie. Dit essay is niet gepubliceerd maar Derwent Whittlesey, de editor van de Annals of the Association of American Geographers verzocht hem dit essay verder uit te werken. In 1938 had Hartshorne al een reis naar Europa gepland om zijn politiek-geografische onderzoek voort te zetten. Toen hij in augustus 1938 in Europa arriveerde was de politieke situatie zodanig verslechterd dat het voorgenomen onderzoek naar de politiek-geografische situatie in het Donaugebied niet uitgevoerd kon worden. Hartshorne besloot zijn aandacht te richten op de uitwerking van zijn essay. Hij kreeg de gelegenheid aan de universiteit van Wenen een grondige studie te maken van wat Duitse geografen hadden gepubliceerd over de aard en de methoden van de geografie.
De opvattingen van Alfred Hettner werden richtinggevend voor de Nature. Hettners wetenschapssystematiek was voor Hartshorne bepalend. Hettner maakte een onderscheid tussen systematische, chronologische en chorologische wetenschappen. Hartshorne volgde Hettner door te stellen dat de chorologische opvatting de enig logisch houdbare zienswijze voor de geografie is. Geografie was voor hem de studie van de 'areal differentiation'.  Daarbij kan een onderscheid worden gemaakt tussen thematische en regionale geografie. Wanneer de ruimtelijke verscheidenheid van een verschijnsel werd bestudeerd (bijvoorbeeld de bevolking in een gebied) is er sprake van thematische geografie. Hartshorne's voorkeur ging evenwel uit naar de regionale geografie: "Regional geography organizes the knowledge of all interelated forms of areal differentiation in individual units of area" (p. 467). Voor hem was het integreren van relevante sociale en fysische verschijnselen tot een regionale synthese het centrale doel van de geografie.
Door de geografie als een chorologische wetenschap te zien, had Hartshorne ook een specifieke opvatting over de betekenis van de factor tijd in het geografisch onderzoek: "while the interpretation of individual features in the geography of a region will often require the student to reach back into the geography of past periods, it is not necessary that the geography of a region be studied in terms of historical development" (p. 183). Daarmee stond Hartshorne lijnrecht tegenover de ideeën van Carl Ortwin Sauer, die vond dat een gebied of landschap niet begrepen kon worden zonder dat de oorsprong en ontwikkeling ervan bekend waren (De Pater, 1985, 132).

### Het Schaefer-Hartshorne debat
The Nature of Geography was verplichte literatuur voor studenten geografie in vrijwel alle geografische faculteiten in de Verenigde Staten in de jaren 50 en 60 van de 20e eeuw. Maar na 1950 kwam het chorologisch paradigma onder druk te staan. Modelbouw en kwantificering in de thematische geografie werden voor jonge Amerikaanse geografen aantrekkelijke onderzoeksterreinen en dat vergde een andere benadering van de geografie als wetenschap. Het was Fred K. Schaefer (1904-1953) die de chorologische geografie van Hartshorne ter discussie stelde in een postuum verschenen artikel Exceptionalism in geography: a methodological examination (1953). Volgens Schaefer was Hartshorne's opvatting over de positie van de geografie 'exceptionalistisch', dat wil zeggen de geografie zou een bijzondere positie hebben in het geheel van de wetenschappen. Maar deze vermeende uitzonderingspositie verhinderde volgens Schaefer een vruchtbare uitwisseling van ideeën en methoden tussen de wetenschappen. Bovendien vond hij dat niet het maken van regionale syntheses het uiteindelijke doel van de geografie moest zijn, maar het opstellen en toetsen van wetten. De geografie moest een nomothetische wetenschap worden.
Hartshorne reageerde scherp op de kritiek van Schaefer. Zijn reactie was zo heftig omdat Schaefer hem verweet de bronnen niet goed gebruikt te hebben. In een tweetal artikelen gepubliceerd in 1954 en 1955 toonde hij aan dat Schaefers artikel tal van onjuistheden bevatte. Maar dat nam niet weg dat de kern van Schaefers standpunt, meer aandacht voor nomothese, veel weerklank vond. Voor een grote groep jonge geografen waren de theoretische en methodologische standpunten van Hartshorne niet meer houdbaar. Zij keerden zich af van de in hun ogen steriele regionale geografie. Voor Hartshorne persoonlijk betekende dit debat dat de resterende 40 jaar van zijn wetenschappelijk werk beheerst werden door het streven de effecten van de kritiek van Schaefer te neutraliseren.

### Perspective on the nature of geography
Dit boek verscheen in 1959. Aan de hand van een tiental thema's zette Hartshorne zijn visie nog eens uiteen. De Perspective kan worden beschouwd als de laatste verdediging van het chorologisch standpunt: "geography is concerned to provide accurate, orderly and rational description and interpretation of the variable character of the earthface" (p. 21). Het selectiecriterium voor de keuze van de te onderzoeken verschijnselen is de relevantie voor de mens.
In hoofdstuk 10 stelde hij de vraag of de geografie een nomothetische wetenschap zou moeten zijn. Hij concludeerde: "But to assert, as some do, that the formulation of scientific laws is the end-purpose of science is to confuse the means with the end" (p. 168). Het gaat tenslotte om de bestudering van complexe relaties tussen verschijnselen in unieke regio's: "geography is less able than many other fields to develop and use scientific laws, but nonetheless, like every other field, it is concerned to develop them as much as possible" (p. 170).

### Politieke geografie
Hartshorne heeft zich intensief beziggehouden met politiek-geografische vraagstukken. Hij trachtte de politieke geografie te ontdoen van de erfenis van de Geopolitiek. Daarom stelde hij een functionele benadering voor waarin niet het ontwerpen van een politieke strategie voorop stond maar een analyse van de interne en externe dynamiek van politieke eenheden

## Selectie uit het wetenschappelijk werk
- The Nature of Geography. A critical survey of current thought in the light of the past (1939, daarna verschillende herdrukken)
- On the mores of methodological discussion in American geography (1948)
- The functional approach in political geography (1950 )
- Comment on ‘Exceptionalism in geography’ (1954)
- ‘Exceptionalism in geography’ re-examined (1955)
- The concept of geography as a science of space from Kant and Humboldt to Hettner (1958)
- Perspective on the nature of geography

- Gemeinsame Normdatei: 122265149
- International Standard Name Identifier: 0000 0001 1071 3264
- Library of Congress Control Number: n88182668
- Nationale Bibliotheek van Israël: 987007277420505171
- Nederlandse Thesaurus van Auteursnamen: 074847651
- LIBRIS: 338888
- SNAC: w6r60hnf
- Système universitaire de documentation: 056900759
- Virtual International Authority File: 75411679
- WorldCat: E39PBJppD9cwKwvrYpWbvBDpfq